# Kościół Najświętszej Maryi Panny Wniebowziętej w Kierznie
Kościół Najświętszej Maryi Panny Wniebowziętej w Kierznie – rzymskokatolicki kościół parafialny należący do parafii pod tym samym wezwaniem (dekanat Kępno diecezji kaliskiej).

## Historia
Budowla została wzniesiona w XVII wieku. Świątynia była restaurowana w latach: 1871, 1948, 1980, oraz 1999–2001.

## Architektura i wyposażenie
Jest to obiekt drewniany, jednonawowy, posiada konstrukcję zrębową. Budowla jest orientowana, wybudowana na planie krzyża łacińskiego z drewna modrzewiowego. Dwie kaplice umieszczone po bokach nawy tworzą pseudotransept. Są one zamknięte ścianą prostą i posiadają kalenice niższe od nawy głównej. Prezbiterium jest mniejsze w stosunku do nawy, zamknięte  trójbocznie, z boku znajduje się zakrystia. Od frontu jest umieszczona wieża na planie kwadratu, wzniesiona w konstrukcji słupowej z kruchtą w przyziemiu. Jest ona zwieńczona blaszanym, cebulastym dachem hełmowym z latarnią. Na wieży znajduje się dzwon gotycki odlany w XVI wieku. Budowlę nakrywa dach dwukalenicowy, pokryty gontem, na dachu jest umieszczona wieżyczka na sygnaturkę. Jest ona nakryta blaszanym dachem hełmowym z latarnią. Wnętrze jest wyłożone boazerią przykrywającą polichromiamię na suficie. Strop posiada formę pozornego sklepienia kolebkowego. Chór muzyczny drewniany jest podparty dwoma słupami i w części centralnej charakteryzuje się prostokątną wystawką. Prospekt organowy został wykonany około połowy XIX wieku i jest dziełem Spiegla. Belka tęczowa jest ozdobiona krucyfiksem, wykonanym w połowie XVII wieku i barokowymi figurami Matki Bożej i Świętego Jana. Wyjątkowy ich charakter wiąże się tym, że są dwustronne. Ołtarz główny w stylu późnorenesansowym powstał w połowie XVII wieku. Dwa ołtarze boczne i dwa w kaplicach w stylu barokowo – ludowym pochodzą z końca XVIII wieku. Ambona i kamienna chrzcielnica zostały wykonane w 1 połowie XIX wieku. Witraże w oknach powstały w 2001 roku.